# Urophora tenuis
Urophora tenuis är en tvåvingeart som beskrevs av Becker 1908. Urophora tenuis ingår i släktet Urophora och familjen borrflugor. Inga underarter finns listade i Catalogue of Life.